# Hans Georg Stehlin (Unternehmer)

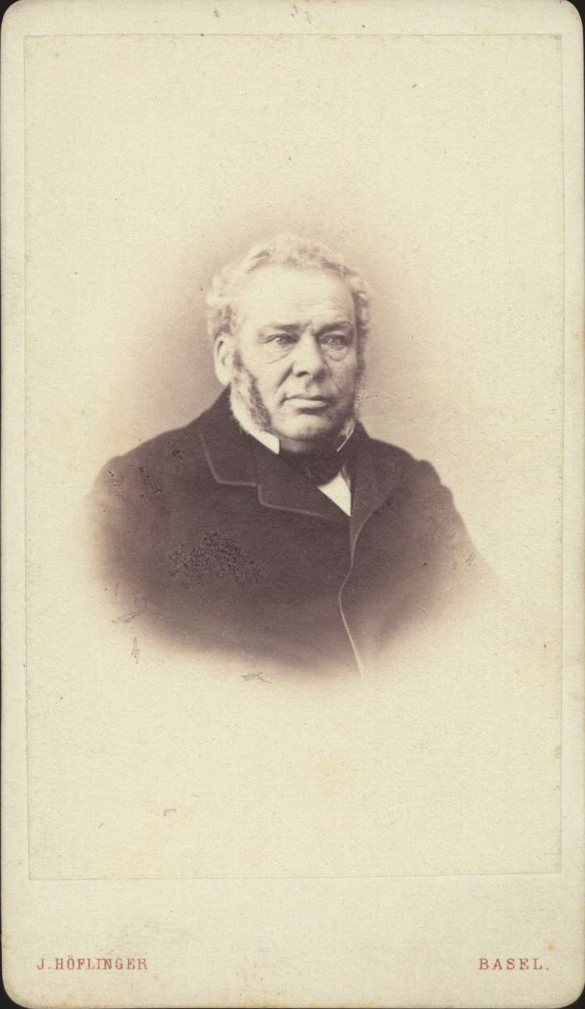
Hans Georg Stehlin-Dobler

Hans Georg Stehlin (* 10. November 1806 in Basel; † 10. August 1871 ebenda) war ein Schweizer Unternehmer.

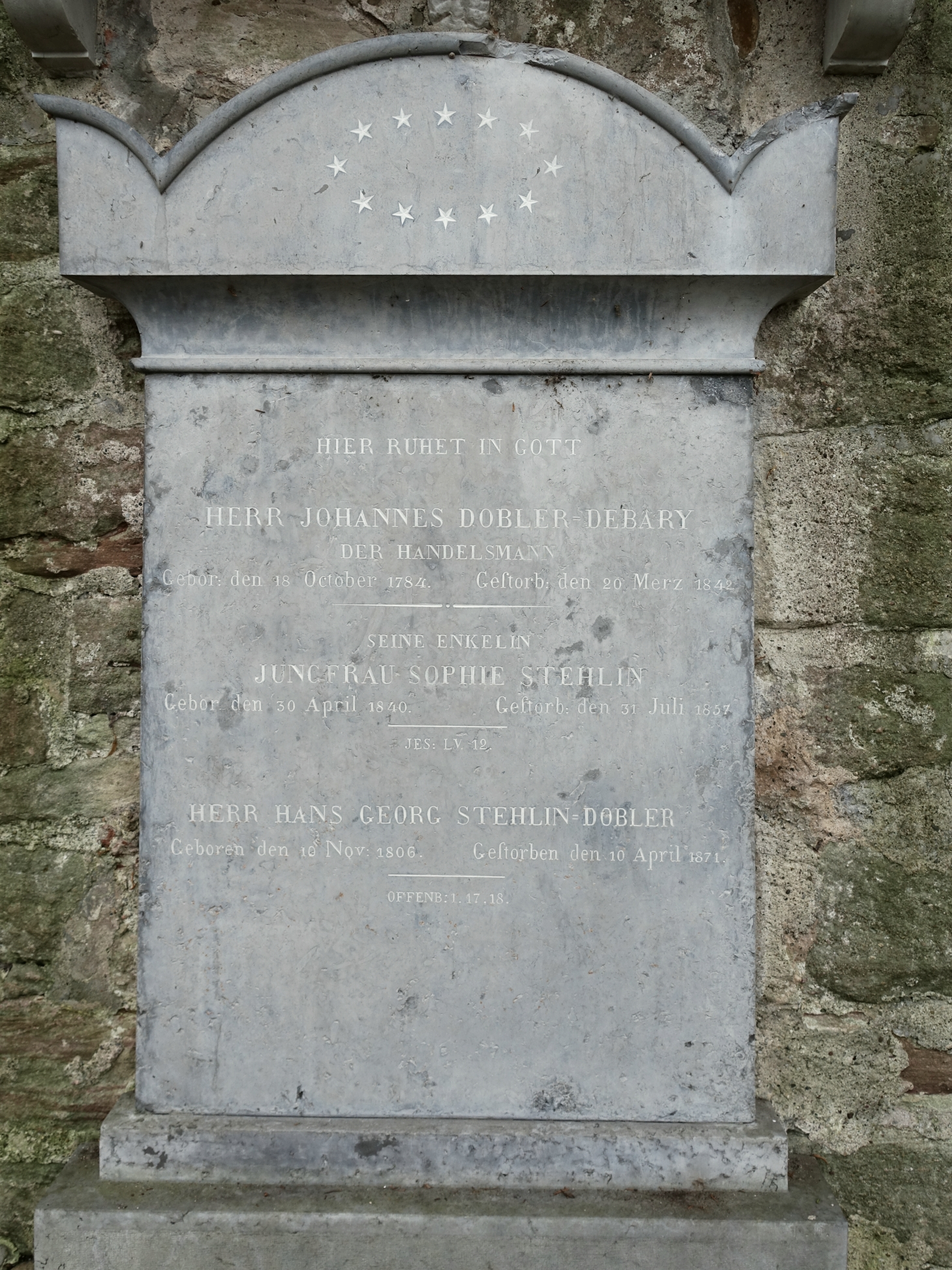
Familiengrab von Hans Georg Stehlin-Dobler auf dem St. Alban-Kirchhof

## Biografie
Hans Georg Stehlin, Bruder des Johann Jakob Stehlin des Älteren, machte eine Lehre als Zimmermann. Danach liess er sich in Manchester zum Ingenieur ausbilden. 1831 wurde er Teilhaber eines Eisenwerks in Niederschönthal, Kanton Basel-Landschaft, das 1849 ganz in seinen Besitz überging und dem er einen Textilverarbeitungsbetrieb für Baumwolle und Schappe angliederte. In den 1850er-Jahren war er auch am Bau von Eisenbrücken für die Schweizerische Centralbahn beteiligt. Stehlin fand seine letzte Ruhestätte auf dem St. Alban-Kirchhof in Basel.